# Przejście graniczne Gorzyczki-Věřňovice
Przejście graniczne Gorzyczki-Věřňovice – polsko-czeskie przejście graniczne małego ruchu granicznego położone w województwie śląskim, w powiecie wodzisławskim, w gminie Gorzyce, w miejscowości Gorzyczki, zlikwidowane w 2007.

## Opis
Przejście graniczne Gorzyczki-Věřňovice zostało utworzone 19 lutego 1996. Czynne było w godz 6.00–22.00. Dopuszczone było przekraczanie granicy przez pieszych, rowerzystów, motocyklami i transportem rolniczym. Odprawę graniczną i celną wykonywały organy Straży Granicznej. Doraźnie kontrolę graniczną i celną osób, towarów oraz środków transportu wykonywała Strażnica SG w Gorzycach, a następnie Strażnica SG w Godowie.
Do przejścia granicznego można było dojechać drogą krajową nr 78, zjazd w miejscowości Gorzyce, następnie ulicą Raciborską i dalej do granicy państwowej z Republiką Czeską.
21 grudnia 2007 na mocy układu z Schengen przejście graniczne zostało zlikwidowane.

### Przejścia graniczne z Czechosłowacją
W okresie istnienia Czechosłowackiej Republiki Socjalistycznej funkcjonowało w tym miejscu polsko-czechosłowackie przejście graniczne małego ruchu granicznego Gorzyczki-Věřňovice – II kategorii. Zostało utworzone 13 kwietnia 1960. Przejście czynne było w godz. 6.00–20.00. w okresie letnim (kwiecień–październik). Dopuszczony był ruch osób i środków transportu na podstawie przepustek w związku z użytkowaniem gruntów. Odprawę graniczną i celną wykonywały organy Wojsk Ochrony Pogranicza. Kontrolę graniczną i celną osób, towarów oraz środków transportu wykonywała Strażnica WOP Gorzyce.
Formalnie przejście graniczne zostało zlikwidowane 24 maja 1985.
W II RP istniało polsko-czechosłowackie przejście graniczne Gorzyczki-Věřňovice (miejsce przejściowe po drogach ulicznych), w rejonie znaku granicznego nr 37. Był to punkt przejściowy z prawem dokonywania odpraw mieszkańców pogranicza, bez towarów w czasie i na zasadach obowiązujących urzędy celne, ustawione przy drogach kołowych. Dopuszczony był mały ruch graniczny. Przekraczanie granicy odbywało się na podstawie przepustek: jednorazowych, stałych i gospodarczych.